# 티 엔터테인먼트
티 엔터테인먼트(T Entertainment)는 바른손의 엔터테인먼트 계열 회사이다. 음반 제작 등을 담당하고 있으며, 주요 자회사로 연기자들을 관리하는 GTB 엔터테인먼트가 있다. 2010년 6월 18일 바른손 게임즈에서 엔터테인먼트 부문이 독립하여 설립되었다. 그리고 티 엔터테인먼트의 음반 부문이 다른 영역과 분리, 독립을 하여 2013년 9월 1일 블루프린트 뮤직으로 새롭게 출발하였다.

## 소속 연예인

### 가수
- 고재근

### 배우
- 권현상
- 김소연
- 김민교
- 유지태
- 이요원
- 이승효
- 이중문
- 허준호
- 최윤영
- 한수진

### 희극인
- 남창희